# Bugaj (Kamesznica)
Bugaj – część wsi Kamesznica w Polsce położona w województwie śląskim, w powiecie żywieckim, w gminie Milówka.
W latach 1975–1998 Bugaj należał administracyjnie do województwa bielskiego.